# Boom Boom Room
I  Boom Boom Room sono stati un gruppo musicale inglese formatosi a Londra nel 1985.

## Formazione
- Andy Nakanza - voce
- Lushi - chitarra ritmica e basso
- Inz - basso
- Skid - batteria

## Discografia

### Album in studio
- 1987 - Stretch

### Singoli
- 1986 - Here Comes the Man
- 1986 - Take Your Time
- 1987 - Julie
- 1987 - Love Your Face